# Acidente do Piper PA-23 nas Filipinas em 2018
Em 17 de março de 2018, um Piper PA-23 Apache bateu em uma área residencial em Plaridel, Bulacan, Filipinas, abordo estavam dois ocupantes e três passageiros onde todos morreram, no solo outras cinco pessoas morreram e 2 ficaram feridas.

## Aeronave
A aeronave envolvida era uma aeronave leve Piper PA-23 de seis lugares operada pela Lite Air Express, com prefixo RP-C299.

## Acidente
A Autoridade de Aviação Civil das Filipinas (CAAP) informou que a aeronave com destino a Laoag, Ilocos Norte, caiu na decolagem do aeroporto de Plaridel às 11h21, horário local (UTC +8). Pouco antes do acidente, testemunhas oculares no solo observaram a aeronave voando baixo, atingindo uma árvore e um poste elétrico, antes de se chocar contra a casa.
As autoridades disseram que o avião transportou cinco pessoas. As outras cinco vítimas, incluindo três menores, pertenciam a uma família que vivia na casa onde o avião caiu. Além disso, outras duas pessoas ficaram feridas por destroços em chamas.

## Investigação
Os investigadores de acidentes da CAAP e uma equipe do Flight Safety & Inspectorate Service (FSIS) foram imediatamente despachados para o local do acidente. A CAAP disse que todas as aeronaves operadas pela Lite Air Express estão aterradas enquanto aguardam os resultados da investigação.